# دانشگاه فنی مومباسا
دانشگاه فنی مومباسا (انگلیسی: Technical University of Mombasa) یا (TUM) یک دانشگاه فنی و قدیمی‌ترین مؤسسه آموزش عالی در کنیا است که در شهر ساحلی مومباسا، کنیا واقع شده‌است. این دانشگاه پیش از این کالج دانشگاه پلی تکنیک بود که در سال ۲۰۱۳ به یک دانشگاه کامل در کنیا ارتقا یافته‌است.